# Vlierknoopjeskorst
Vlierknoopjeskorst (Bacidina caerulea) is een korstmossoort uit de familie Ramalinaceae. Hij komt voor op bomen. Hij leeft in symbiose met een chlorococcoïde alg.

## Verspreiding
In Nederland is vlierknoopjeskorst zeer zeldzaam.